# Ágoston Edith
Ágoston Edith (írásváltozata Ágoston Edit, férjezett nevén Kőmíves Sándorné) (Budapest, 1939. május 22. – 2021. október 11.) magyar opera-énekesnő (koloratúrszoprán), énektanár.

## Élete
Tanulmányait a Bartók Béla Zeneművészeti Szakiskola ének szakán kezdte, majd 1954-től a Zeneakadémián folytatta, de az 1956-os események miatt befejezni nem tudta. Mesterei dr. László Géza és Hetényi Kálmán voltak.
Pályáját az 1957–58-as évadban az egri Gárdonyi Géza Színházban kezdte operettszerepekkel. A következő szezontól a debreceni Csokonai Színház operatagozatának volt tagja. Néhány kisebb prózai szerepet is eljátszott. 1963–1987 között a Pécsi Nemzeti Színház magánénekese. Operettekben Győrben és Veszprémben is szerepelt.
Jelenleg a Spinto Operatársulatot működtető egyesület elnöke.
Főként koloratúr- és szubrettszerepeket énekelt, pályája vége felé több drámai szoprán alakot is megformált. Oratóriumszólistaként is fellépett.

## Szerepei
- Ludwig van Beethoven: Fidelio – Marcellina
- Leonard Bernstein: West Side Story – Maria
- Berté Henrik: Három a kislány – Édi; Médi
- Georges Bizet: Carmen – Frasquita
- De Fries Károly: Ida regénye – Mészkuthy
- Léo Delibes: Lakmé – címszerep
- Gaetano Donizetti: Lammermoori Lucia – címszerep
- Gaetano Donizetti: Don Pasquale – Norina
- Erkel Ferenc: Hunyadi László – Gara Mária
- Friedrich von Flotow: Martha – Lady Harriet Durham
- Georg Friedrich Händel: Julius Caesar Egyiptomban – Kleopátra
- Paul Hindemith: A hosszú karácsonyi ebéd – Lucia
- Jacobi Viktor: Sybill – címszerep
- Kacsóh Pongrác: János vitéz – A francia királykisasszony
- Kálmán Imre: Marica grófnő – címszerep
- Kálmán Imre: A monmartre-i ibolya – Violetta
- Károly Róbert: Japán halászok – O Take
- Kodály Zoltán: Székelyfonó – Leány
- Kocsár Miklós–Jékely Zoltán: Mátyás király juhásza – Beatrice
- Lehár Ferenc: Luxemburg grófja – Angela
- Lehár Ferenc: A víg özvegy – Valencienne
- Ruggero Leoncavallo: Bajazzók – Nedda/Colombina
- Albert Lortzing: Az operapróba – Hanna
- Madách Imre: Az ember tragédiája – Kéjhölgy
- Pietro Mascagni: Parasztbecsület – Lola
- Wolfgang Amadeus Mozart: Szöktetés a szerájból – Blonde
- Wolfgang Amadeus Mozart: Don Juan – Donna Anna; Zerlina
- Wolfgang Amadeus Mozart: Figaro lakodalma – Susanna
- Wolfgang Amadeus Mozart: Così fan tutte – Despina
- Wolfgang Amadeus Mozart: A varázsfuvola – Az Éj királynője; Második hölgy
- Otto Nicolai: A windsori víg nők – Fluth-né
- Jacques Offenbach: Hoffmann meséi – Olympia
- Giacomo Puccini: Bohémélet – Musette
- Giacomo Puccini: Gianni Schicchi – Lauretta
- Leonyid Nyikolajevics Rahmanov: Viharos alkonyat – I. diáklány
- Ránki György: Muzsikus Péter kalandjai – Muzsikus Péter
- Maurice Ravel: Pásztoróra – Concepcion
- William Shakespeare: Macbeth – Macduff kisfia
- Johann Strauss d. S.: A denevér – Adél
- Giuseppe Verdi: Rigoletto – Gilda
- Giuseppe Verdi: La Traviata – Violetta Valéry
- Giuseppe Verdi: Álarcosbál – Amelia; Oscar
- Carl Maria von Weber: A bűvös vadász – Annuska
- Zerkovitz Béla: A csókos asszony – Hős Terka